# Чавдар (дем Долна Джумая)
Вижте пояснителната страница за други значения на Чавдар.
Чавдар (на гръцки: Ψωμοτόπι, Псомотопи, до 1926 Τσαβδάρ, Цавдар) е село в Република Гърция, Егейска Македония, дем Долна Джумая (Ираклия), област Централна Македония. Според преброяването от 2001 година селото има 217 жители.

## География
Селото е разположено в Сярското поле северозападно от град Сяр (Серес) и северно от демовия център Долна Джумая (Ираклия), близко до източния бряг на Бутковското езеро (Керкини).

## История

### В Османската империя
Според „Етнография на вилаетите Адрианопол, Монастир и Салоника“ в 1873 година в Чавдар (Tchavdar) е село, числящо се към Демирхисарска кааза на Серския санджак и има 7 домакинства и 25 жители българи. Според статистиката на Васил Кънчов („Македония. Етнография и статистика“) от 1900 година Чавдар чифлик е в Сярска каза и брои 210 жители, всички българи.

### В Гърция
Селото попада в пределите на Гърция след Междусъюзническата война в 1913 година. През 1926 година селото е прекръстено на Псомотопи. Според преброяването от 1928 година, Чавдар е изцяло бежанско село с 39 бежански семейства със 165 души.